# 1604
1604 (MDCIV) byl rok, který dle gregoriánského kalendáře započal čtvrtkem.

## Události
- 28. srpna – Mírovou smlouvou v Londýně byla po 19 letech ukončena anglo-španělská válka.
- 28. září – Na území dnešního Slovenska vypuklo povstání Štěpána Bočkaje.
- 9. října – Italský astronom Ilario Altobelli pozoroval supernovu SN 1604. Doposud poslední explozi supernovy v Mléčné dráze podrobněji popsal Johanes Kepler.
- František z Ditrichštejna byl jmenován protektorem Čech a dědičných císařských zemí.
- Král Jakub I. Stuart schválil svůj zákon o čarodějnictví, ale v roce 1736 byl zrušen a sepsán zákon nový, v němž stálo, že nic takového neexistuje.
- Sehzade Ahmed nastoupil na osmanský trůn jako Sultán Ahmed I. Jeho vláda trvala až do roku 1617, kdy zemřel na tyfus.

### Probíhající události
- 1568–1648 – Nizozemská revoluce
- 1568–1648 – Osmdesátiletá válka
- 1585–1604 – Anglo-španělská válka
- 1593–1606 – Dlouhá turecká válka
- 1600–1611 – Polsko-švédská válka
- 1604–1606 – Povstání Štěpána Bočkaje

## Narození

### Česko
- 13. června – Adam Pavel Slavata, šlechtic († 2. července 1657)
- neznámé datum
  - Antonín Maria Šírek z Rejty, astronom a optik († 1660)
  - Kryštof Jaroslav Krakowský z Kolowrat, šlechtic a císařský rada († 30. března 1659)

### Svět

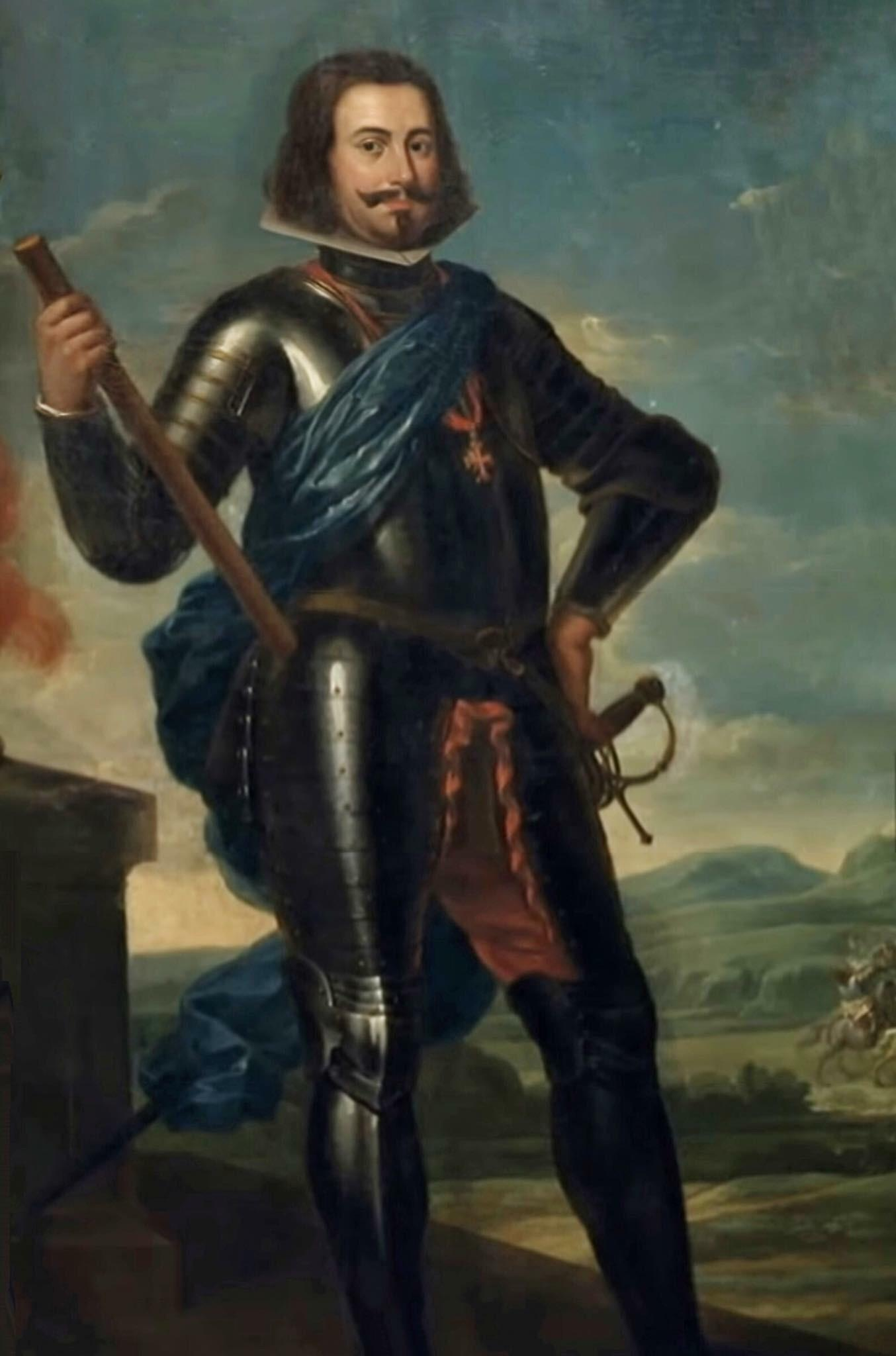
Jan IV. Portugalský (* 18. března)

- 24. února – Arcangela Tarabotti, italská spisovatelka († 1652)
- 10. března – Johann Rudolf Glauber, německo-nizozemský alchymista, chemik a lékař. († 16. března 1670)
- 18. března – Jan IV. Portugalský, portugalský král († 6. listopadu 1656)
- 28. května – Kateřina Braniborská, braniborská princezna a kněžna Sedmihradská († 27. srpna 1649)
- 04. června – Klaudie Medicejská, arcivévodkyně tyrolská, dcera toskánského velkovévody Ferdinanda I. († 25. prosince 1648)
- 17. června – Jan Mořic Nasavsko-Siegenský, nasavsko-siegenský kníže († 20. prosince 1679)
- 04. srpna – François Hédelin, abbé d'Aubignac, francouzský kněz, básník, prozaik, dramatik a literární teoretik († 25. července 1676)
- 07. září – Bernard z Offidy, italský kapucín a asketa († 22. srpna 1694)
- 31. října – Baccio del Bianco, italský barokní architekt, štukatér, scénograf a malíř († červenec 1657)
- 03. listopadu – Osman II., sultán Osmanské říše († 20. května 1622)
- 26. listopadu – Johannes Bach, německý barokní hudebník a skladatel († pohřben 13. května 1673)
- neznámé datum
  - září – Ivan Lučić, chorvatsko-italský právník a historik († 11. ledna 1679)
  - David Ungnad z Weissenwolffu, rakouský šlechtic († 6. března 1672)
  - Anna Francisca de Bruyns, vlámská barokní malířka († 1675)
  - Girolamo Graziani, italský renesanční básník († 12. září 1675)
  - Čhöjing Dordže, 10. tibetský karmapa školy Karma Kagjü († 1674)

## Úmrtí

### Česko
- 23. ledna – Jáchym Oldřich z Hradce, karlštejnský purkrabí a komorník císaře Rudolfa II. (* 24. ledna 1579)
- 21. března – Oldřich Felix Popel z Lobkowicz, šlechtic a příslušník bílinské větve rodu Lobkowiczů (* ?)
- 09. srpna – Trojan Nigellus z Oskořína, etik, humanista, univerzitní profesor a pražský erbovní měšťan (* 1537)
- neznámé datum
  - mezi 19. lednem a 15. únorem – Jakub Krčín, rožmberský regent a rybníkář (* 18. července 1535)
  - Jan Bezdružický z Kolovrat, šlechtic (* ?)

### Svět
- 04. ledna – František Nádasdy, manžel Alžběty Báthoryové (* 6. října 1555)
- 13. února – Kateřina Bourbonská, navarrská princezna a dcera královny Jany III. (* 7. února 1559)
- 20. února – Mateo Flecha mladší, katalánský karmelitánský mnich a hudební skladatel (* asi 1530)
- 04. dubna – Fausto Sozzini, italský teolog a filosof působící v Polsku (* 5. prosince 1539)
- 04. května – Claudio Merulo, italský renesanční hudební skladatel a varhaník (* 8. dubna 1533)
- 13. května – Kristýna Hesenská, holštýnsko-gottorpská vévodkyně (* 29. června 1543)
- 24. června – Edward de Vere, 17. hrabě z Oxfordu, příslušník anglické vysoké šlechty (* 12. dubna 1550)
- 10. září – William Morgan, velšský překladatel (* 1545)
- 25. srpna – Sakina Banu Begum, dcera mughalského císaře Humajúna (* ?)
- 29. listopadu – Herkules I. Monacký, vládce Monaka (* 24. září 1555)
- neznámé datum
  - František Esterházi, uherský šlechtic, podžupan Bratislavské župy (* 1532)
  - Giacomo del Duca, italský sochař a architekt (* asi 1520)

## Hlavy států
- Anglie – Jakub I. Stuart (1603–1625)
- Francie – Jindřich IV. (1589–1610)
- Habsburská monarchie – Rudolf II. (1576–1612)
- Osmanská říše – Ahmed I. (1603–1617)
- Polsko-litevská unie – Zikmund III. Vasa (1587–1632)
- Rusko – Boris Godunov (1598–1605)
- Španělsko – Filip III. (1598–1621)
- Švédsko – Karel IX. (1599–1611)
- Papež – Klement VIII. (1592–1605)
- Perská říše – Abbás I. Veliký